# Berezan
Berezan (en ciríl·lic: Береза́нь; en turc otomà: Pirezin) és una illa deshabitada de la mar Negra a l'entrada de l'estuari del Bug Meridional i el Dnièper, a l'óblast de Mikolaiv, Ucraïna, situada a 8 quilòmetres de la ciutat d'Ochakov i a 4 quilòmetres del poble de Rybakovka. L'illa constitueix un jaciment arqueològic que acull les restes d'una antic assentament grec, probablement fundat per milesis cap al segle vii aC. Berezan és una part integral de la reserva històrica i arqueològica de l'Acadèmia Nacional de Ciències d'Ucraïna Olbia. A l'estiu, hi treballen expedicions arqueològiques de la IA NASU i del Museu Estatal de l'Ermita. El jaciment arqueològic es destrueix regularment a causa d'excavacions no autoritzades.
Sovint es confon amb l'illa artificial de Pervomaisky que es troba dins de l'estuari Dnieper-Bug. L'illa de Berezan mesura aproximadament 900 metres de llarg per 320 metres d'amplada, l'alçada de la part nord és de 3-6 metres, la part sud és de 21 metres. Està separat de la terra ferma (amb la qual podria haver estat connectat fa molt de temps) per aproximadament una milla i mitja d'aigua poc profunda.

## Història

Colònies gregues a la Mar Negra

L'illa fou seu d'una colònia grega de Milet, que tal vegada es correspon amb la ciutat anomenada Borístenes, precursora de la colònia d'Òlbia, anomenada a partir del nom grec del riu Dnièper. Fou fundada al segle vii aC, però va ser en gran part abandonada a final del segle v aC, quan Òlbia es va convertir en la colònia dominant a la regió. Fou visitada per Heròdot al segle v aC per recollir informació sobre el curs nord del riu homònim. La colònia va prosperar en el comerç de blat amb l'interior de l'escita. El jaciment ha estat excavat a partir del segle xix i s'han trobat nombroses tombes i restes.
A l'edat mitjana fou un punt important pel comerç i una estació militar del Principat de Kíev o Rus' de Kíev, i allí els rus' o ucraïnesos van entrar en contacte amb els romans d'Orient. Els rus' l'anomenaven Biloberéjie (Ribes Blanques). Un tractat entre l'Imperi Romà d'Orient i la Rus de Kíev va establir que els rus de Kíev podien usar l'illa a l'estiu. Sviatoslav I, príncep guerrer de Kíev, s'hi va retirar l'hivern del 971 al 972 després de retirar-se de Doròstolon.
L'única inscripció rúnica del sud d'Ucraïna, la Berezan 'Runestone, es va trobar a l'illa el 1905, ara exposada al Museu Històric d'Odessa. Sembla que la inscripció formava part d’una làpida sobre la tomba d’un comerciant varang de Gotland. El text diu: "Grani va fer aquesta volta en memòria de Karl, el seu company".
Durant els segles xiv i xv, quan tot l’interfluvi Bug-Dniester formava part del Gran Ducat de Lituània, només hi ha informació brusca sobre l'illa i, ja al tombant dels segles XV-XVI, l’illa estava governada per Crimea. Khanat, però no estava habitat. Al mateix temps, els cosacs de Zaporozhian coneixien l'illa i la van utilitzar per fondejar vaixells i descansar durant nombrosos viatges marítims.
Segles després fou una fortalesa dels cosacs de Zaporíjia o cosacs ucraïnesos contra els turcs de l'Imperi Otomà i els tàrtars de Crimea (segles xvi i xvii). El 1788, després de la caiguda de la ciutat propera d'Otxàkiv, prop de l'antiga Òlbia (Escítia), l'illa fou incorporada també a l'Imperi Rus.
Aquesta illa no s'ha de confondre amb el riu homònim a la mateixa óblast ni la ciutat homònima a l'óblast de Kíev.